# Rivière Brock (vattendrag i Kanada, lat 50,01, long -75,08)
Rivière Brock är ett vattendrag i Kanada.   Det ligger i provinsen Québec, i den östra delen av landet, 500 km norr om huvudstaden Ottawa.
Trakten runt Rivière Brock är nära nog obefolkad, med mindre än två invånare per kvadratkilometer.